# Parafia Najświętszej Maryi Panny Wniebowziętej w Jasieniu
Parafia Najświętszej Maryi Panny Wniebowziętej w Jasieniu – parafia rzymskokatolicka, znajdująca się w diecezji tarnowskiej, w dekanacie Brzesko.
Proboszczem od 2005 jest ks. dr Bogusław Seremet.

## Historia
Pierwsza wzmianka o istnieniu parafii w Jasieniu pochodzi z 1325 roku. Jej świątynia powstała z fundacji Spicymira, zapewne jako budowla drewniana. Nie zachowała się do czasów obecnych. Prawdopodobnie uległa zniszczeniu na skutek pożarów lub walk. Obecny kościół wzniesiono z fundacji Spytka z Melsztyna, herbu Leliwa. Powstał w 1436 roku. 